# Édifice Victoria (Ottawa)
 (octobre 2023).
L'édifice Victoria est un immeuble de bureaux Art déco à Ottawa, Ontario, Canada. Conçu par John Albert Ewart (en), le bâtiment est achevé en 1928 par des promoteurs privés, bien que le gouvernement fédéral en loue rapidement une grande partie. Situé au 140, rue Wellington, en face de l'Édifice de l'Ouest, il abrite les bureaux de plusieurs parlementaires, principalement des membres du Sénat du Canada.
Il a accueilli une grande variété de locataires. Elle abrite la légation du Japon en 1931. C'est la première résidence de l'Ambassade de France (1928-1939) et de la Banque du Canada de 1935 à la réalisation de son nouveau siège en 1938. De 1938 à 1964, elle abrite la SRC et est aussi pendant un certain temps l'Ashbury College (en).
Le gouvernement fédéral reprend le bâtiment en 1973 et le rénove en 2003.